# Stronghold Crusader
A Stronghold Crusader a Stronghold játék egy továbbfejlesztett, új változata. (Egyéb változatok: Stronghold Crusader Extreme, Stronghold 2, Stronghold Legends) Ez egy valós idejű stratégiai játék, mely játszható egy- vagy többjátékos módban is.
Akárcsak a Stronghold széria többi darabja, a Crusader is egy pörgős aréna-RTS: a hangsúly sokkal inkább a katonai egységekre és a harcra esik, és kevésbé a gazdaság fenntartására.
A Stronghold Crusader a középkori Közel-Keleten, a Szentföldön játszódik, a keresztes lovagok, és arab kalifák korában. Kétféle játékoscivilizációról beszélhetünk benne: vannak a keresztesek (európaiak) és a muszlimok (arabok), de a katonai egységeket leszámítva a két civilizáció teljesen egyforma (ugyanazokat a nyersanyagokat és épületeket használja), ráadásul a keresztesek felfogadhatják a muszlimok egységeit zsoldosként.

## Játékmódok
- Keresztes Lovag:
  - Egyéni játék: A legszokásosabb értelemben vett aréna-RTS egy előre elkészült térképen: egy jól működő várost kell létrehozni, katonaságával legyőzve az ellenfeleket.
  - Keresztesek nyomában: Egy több küldetést (térképet) tartalmazó hadjárat (campaign); a játékban végigjárandó útvonalként van megjelenítve, melyen végig kell vezesd katonáidat. Itt egy adott helyzetbe csöppenve kell feltaláld magad. Ha teljesítetted az aktuális kalandot, továbblépsz.
- Történelmi hadjáratok: Különböző kalandok, várvédéssel, várfoglalással. Itt a hangsúly a stratégiára, és nem a várépítése helyeződik.
- Várépítő: Itt csak egy vár felépítésére, és a gazdálkodásra koncentrálhatsz: nincsenek ellenfelek, vagy csak jelképesen vannak jelen (néhány bandita vagy oroszlán a térképen). Kezdőknek tökéletes, hogy megismerkedhessenek a játék elemeivel, az épületekkel, egységekkel és a gazdálkodással.
- Hálózati játék: Többjátékos mód (például Interneten keresztül)
- Egyedi játék (térkép- és küldetésszerkesztő): Itt magadnak készíthetsz térképet bármilyen módhoz.

## Számítógépes ellenfelek
Nyolc, különböző taktikájú ellenfél közül választhatsz:
- Patkány (Rat) (duc de Puce): Egy igazi rágcsáló. Pökhendi, és nagyravágyó, ám ő a leggyengébb. Seregei derékhadát a lándzsások (Spearmen) (a leggyengébb, olcsó közkatona-típus) alkotják, akiket igencsak gyakran küldözget ki a várából.
- Kígyó (Snake) (duc Beauregard): Ravasz, és okos, sok bajt tud okozni; bár ő sem a legerősebb. Várát olykor S alakúra építi, amit vizesárokkal vesz körül. Rabszolgáival (Slave) igen sok kárt tud okozni.
- Disznó (Pig) (duc de Truffe): Erősebb ellenfél, jobb taktikával. Derékhada a közepes harcértékű kategóriát jelentő buzogányosok, védelme elit könnyűtüzérségre, az íjpuskásokra épül. Gyakran támad, és nem áll le az első vereségnél.
- Szultán (Sultan) (Abdul): Inkább költő, mint hadvezér. Birtokait jól eligazgatja, nem sokat törődik katonái dolgával. Gyenge parittyás tüzérséggel és képzett arab szablyásokkal támad, védelmében tűzhajítókat (Fire thrower) (gránátosszerű egységek) is használ.
- Kalifa (Caliph) (a Skorpió): Erős várat épít, melyet olajos árokkal vesz körbe. Intenzíven támadhat már a játék első perceiben (gyújtogatókkal). Jó hadvezér, erős védekező egységeket használ, nem egykönnyű tőle várat foglalni.
- Szaladin (Saladin) (a Bölcs): Jó vezető, és ügyes hadvezér. Birtokait jól igazgatva kihasznál minden fegyvernemet, az ellenséget hosszú ostrommal térdre kényszerítve.
- Farkas (Wolf) (duc Volpe): Az öreg és tapasztalt nagyúr. Vastag várfalával és páncélos hadával szinte legyőzhetetlen. Bár a támadásait némi tapasztalat után egyszerű visszaverni, mire az ember megtámadná, áttörhetetlen védelmet épít. Elismeri a vereségét, de messze nem adja magát olyan könnyen, mint más, még ha nincs is már katonája.
- Oroszlánszívű (I.) Richárd (Lionheart I.) : Egy középkori lovagkirály. Ő inkább a csatatéren érzi jól magát, de gazdaságát is megfelelően igazgatja. A várostrom művésze.

### Bónusz karakterek (Strongold Crussader: Extreme)
- Wazir (A Rettenetes): Wazir meglehetősen hasonló karakter, mint Kalifa, bár kevésbé arrogáns és segítőkészebb szövetséges is. Ő is a nép sanyargatásában érzi otthon magát. Erős ellenfél nem jó dolog kikezdeni vele!
- Emír (Emir) (Omár): Hasonlít Szaladinhoz, több tekintetben is: Erős várát nehéz bevenni, támadásai precízen megszervezettek, egységei főként nehéz gyalogság és arab-lovasság. Erős gazdaságot épít, így anyagilag is gyorsan megteremti magának a hátteret ahhoz, hogy erős ellenfél legyen.
- Nizar (A Csendes): Nizar (akinek Nazir a becsületes neve, de ezt csak népe tudja) a titkok embere, "csendes gyilkos". Szultán kistestvére.
- Tábornok (Marshal) (Sir Longarm): Jó szövetséges, a harcban és a gazdaságban egyaránt kitűnő. Ellenfélként nem a leggyilkosabb.
- Apát (Abbot) (Stirling apátja): Ő egy igazi keresztény ember, pacifista, ha arról van szó képes megvédeni bármit és bárkit. Várát hatalmas katedrálissal díszíti.

### Európai karakterek
- Frigyes (Frederick) (I. Frigyes): Frigyes császár hatalmas lángész katonai szempontból és egy idő múlva ha nem figyelünk rá a leghatalmasabb birodalmat építi fel. Vele a főmenüben már találkozhatunk, bár akkor csak háttérben álldogál.
- Fülöp (Philip) (I. Fülöp): Fülöp király csak elismerésre és dicsőségre vágyik, bár ez nem annyira sikerül. Nagyon makacs és gyenge vezér.
- Főispán (Sheriff) (Nottingham főispánja): Ő a legkegyetlenebb földesúr. Mocskos cseleivel és azzal, hogy saját érdekeit figyelve bárkivel szövetségre lép a legalattomosabb ellenfeled tud lenni.

## Terep
Egy térképen (a Keresztes Lovag módban) kiválaszthatod helyedet. Itt kezded a játékot egy vártoronnyal, benne a nagyúrral. A térképen rendelkezésedre állnak különböző nyersanyaglelőhelyek (erdő, vasérclelőhely, kőlelőhely, mocsár).

## Nyersanyagok
A már említett nyersanyaglelőhelyekre emelhetsz nyersanyagkitermelőket, amik az építéshez szükséges anyagokat szolgáltatják. A favágókunyhó fadeszkát (házak, bányák, piac, stb.), a vasbánya vasat (fegyverek), a kőfejtő követ (várfal, kaszárnya), a szurokkotró telep szurkot (szurkos verem, olajfőző).

## Gazdaság
Gazda(g)ságod alapja az arany, amit szerezhetsz eladással, vagy adók kivetésével. Hasznosabb stratégia eladással pénzt szerezni, mivel adók kivetésével negatív népszerűségi értéket szerzel Adók kategóriában, melyet ha nem ellensúlyozol, a néped megutál.
Pénzügy: Népednek adhatsz adományokat, amitől nő a kedve, de vethetsz ki rájuk adót is, ami növeli bár a bevételeket, de csökkenti a népszerűséget. Pénzjutalmat kapsz még az ellenséges nagyúr megöléséért is.

## Építés
- Infrastruktúra: A játék kezdetén építs magtárat (ide helyezik a parasztok az élelmet), piacot (itt tudsz kereskedni étellel, nyersanyaggal, fegyverrel) és farmokat (tehenészet, almáskert, búzaföld, komlóföld), mert innen jön az élelem népednek. Ha a nép nem kap élelmet, -8 as népszerűségi értéket kapsz az Élelmiszer kategóriában. Ha ezt nem ellensúlyozod, a néped elköltözik a várból. Ezeken kívül építhetsz malmot, pékséget, kocsmát, templomot, kerteket, de akasztófát is.
- Várépítés: Először is vedd körbe a vártornyot fallal, amin belülre helyezd épületeidet. Ne felejts el a falra kaput is tenni. Tehetsz még rá tornyokat is, hogy az íjászaid messzebbről elérjék az ellenséget. A falat körbeveheted vizesárokkal, szurkos veremmel, karóárokkal.

## Katonaság
Katonákat a barakkban vagy a zsoldosközpontban képezhetsz ki. A kiképzés nem kerül időbe, csak pénzbe (a barakkbeli katonák kiképzéséhez szükség van még fegyverre, páncélra és lóra)

### Egységek

#### Keresztes egységek
Kaszárnyában képezhetőek:
- Íjász: Olcsó, páncél nélküli (rövid életű), nagy tömegben bevethető könnyűtüzérség, távolról lövi le az ellenséget. Nehézkesebben ugyan, de faépületek ellen is bevethető. Erős várakkal szemben azonban nem mindig használható, mert a nagyobb tornyokban lévő egységeket, katapultokat már nem képes kilőni (túl magasra nem tud lőni).
- Lándzsás: Olcsó, páncél nélküli gyalogos ágyútöltelék, relatíve jó épülettámadó-erővel. A játék kezdetén hasznos nagy tömegben, aztán fel lehet váltani páncélosokkal. Előnye olcsósága és gyorsasága, ám könnyű megölni. Lándzsásokkal lehet legjobban várárkot ásni vagy betemetni, a keresztesek közül erre még az íjászok és buzogányosok, ső is képesek.
- Buzogányos: A középkategóriás gyalogos: gyors, bőrpáncélos, félelmetes egység. A játék súgója szerint tipikus ostromegység, amit célszerű az ellenséges falakat védők kiiktatására felküldeni. Gyorsasága és relatív olcsósága miatt sok esetben hasznosabb a katapultos, ostromgépes hadak ellen is, mint a vaspáncélos gyalogosok. Ugyanakkor a könnyűtüzérséggel szemben sokkal védtelenebb, mint a vaspáncélosok. Alkalmas faltörésre és árokmunkákra is. Fő hátránya a könnyű páncélzat: ez nemcsak gyengévé teszi, de előfeltételessé is; működő tehenészetek, kovácsműhelyek és tímárműhelyek nélkül nem lehet gyártani.
- Íjpuskás: Az elit könnyűtüzér: távolról a legerősebb páncélt is átüti. Az íjpuskás könnyű bőrpáncélt visel, ami jó kompromisszumot teremt a sérülékenység és gyorsaság között; sokkal lassabban és kisebb lőtávollal tüzelnek, mint az íjászok, azonban jóval pontosabban, és lövedékeik ellen a vaspáncél is csak csökkent védelmet nyújt; így ideálisak az ostromló ellenség elleni védelemhez.
- Dárdás: Középkategóriás gyalogos: a vaspáncél miatt nehezen sebezhető, ugyanakkor nagyon lassú páncélos katona. A játék súgója szerint védekező egység, melyet a várfalakon keletkezett rések védelmére (buzogányosok, szablyások ellen) célszerű bevetni, amíg újjá nem építettük őket; valójában ennél sokoldalúbban használható.
- Kardforgató: Az elit gyalogos; lassú, de nagyon erős, akár egy tank. Vaspáncél és pajzs védi, és karddal hadakozik. Védekezésre, és megfelelő támogatással, támadásra is alkalmas, a kőfalak ellen is elég hatékony.
- Lovag: A középkori európai hadviselés csúcsa, a régi idők overkillje a lovas páncélos katona. Gyors, ugyanakkor kemény, mint a gyémánt, de ugyanolyan költséges is felszerelni. Bárki és bármi ellen bevethető. A kovácsműhely és páncélkészítők mellett istállót is igényel (ezek az épületek önmagukban is nagyon drágák): egy istállóban 4 ló nevelhető fel, így 4 lovag alá adhatjuk vele a lovat.

Más épületekben képezhetőek:
- Hadmérnök: Mérnökcéh nevű kőépületet igényel a képzésük, a hadmérnökök ostromgépeket tudnak építeni és irányítani (mozgatható katapult, helyhez kötött követő ostromgép, ostromtorony, mozgatható tűzhajítógép, toronyba építhető kő- és tűzhajító gépek, faltörő kos, ostrompajzs), valamint olajfőző épület léte esetén a falakra is vezényelhetőek, hogy forró olajat öntsenek a falakat támadó egységekre.
- Létrások: ostromlétrákat cipelnek, amelyeken át a lándzsások vagy buzogányosok felmászhatnak az ellenséges falakra. Könnyű páncéljuk miatt sérülékeny egységek. Szintén a mérnökcéhben képezhetőek.
- Alagútásók: Alagútásó-céh nevű épület kell a képzésükhöz. Adott helyről kiindulva alagutat tudnak ásni az ellenséges falak alá, meggyengítve azokat.

#### Muszlim egységek
- Arab íjász: Könnyen páncélozott középkategóriás könnyűtüzér, erősebb, mint a keresztes íjász, de valamivel drágább is.
- Parittyás: Olcsó könnyűtüzér, köveket dob, gyengébb mint az íjász.
- Rabszolga: A játék legolcsóbb egysége (mindössze 5 arany); fáklya a fegyvere, amivel felgyújtja a faépületeket, működő kutak vagy ciszternák nélküli ellenfélnél óriási pusztítást tud okozni (lévén a Strongholdban a tűz terjedőképességgel rendelkezik). Páncéltalansága miatt gyorsan mozog, ugyanakkor katonák - de akár az erősebb munkások, pl. a fejszés favágók vagy kőtörők ellen is - reménytelen, ha közelharcra van ítélve, még nagyobb számban is. A muszlim játékosok rabszolgákat alkalmaznak az árokmunkákhoz is lándzsások helyett.
- Arab szablyás: Elit gyalogos egység. Gyorsabb, mint a keresztesek kardforgatói, de könnyebben van páncélozva, így sérülékenyebb.
- Orgyilkos:nindzsa-szerű drága elit egység. Civilek számára és messziről láthatatlan, nagyon gyorsan mozog, képes felmászni az ellenség kapujára, és kinyitni azt. A várurakkal szemben is hatékony.
- Arab gránátos: gyújtógránátot dob az ellenségre. Pusztító hatású védekező egység, a vaspáncél is csak korlátozott védelmet jelent a lövedéke ellen.
- Lovas íjász: drága elit könnyűtüzérség, gyorsabb, mint a gyalogos íjász, és menet közben is képes lőni.

## Irányítás
- Épületek építése: az alsó menüből kiválasztod az építeni kívánt épületet bal klikkel, és a térképen elhelyezed szintén bal klikkel. Jobb klikkel engeded el, ha már nem kívánsz többet építeni belőle.
- Katonák irányítása: bal klikkel húzott kerettel jelölöd ki őket, bal klikkel küldöd őket bárhová, és így támadtatod meg velük az ellenséget. Jobb klikkel engeded el őket. Adott helyre mozgathatóság esetén egy zöld kúp alakú kurzor jelenik meg, ami pirosra változik, ha támadható elemre (ellenséges egység v. épület) mutatunk vele.

## Ismert Bugok

### Kapuzárás
Amennyiben a játékos le tudja zárni egy Bot játékos kapuját, mint kijáratot, úgy a Bot játékos a falon kívüli összes létesítményét automatikusan lerombolja. A Bug a legújabb verziókban sem lett kijavítva. A Bug kiváltó oka az ostromzárlat automatikus érzékelése, amely általában abból fakad, hogy amennyiben a Játékos a Bot játékos fala alá felvonul, a Bot játékos minden kint levő - falon túli - erőforrást felszámol és a védekezésre csoportosítja azokat, illetve egység előállításra. A Bug alapja tehát az, hogy a Bot ostrom zárlatot alkot a kapu lezárása során, így a további erőforrások megszerzése gondot okoz a számára. Ezzel a hibával könnyű szerrel végig lehet vinni bármilyen pályát. A hibát súlyosbítja és kiváltja, hogy nem katonai, illetve védelmi épületeket le lehet rakni az ellenfél környékén, akár a várába is, amennyiben van ott hely. Így egy kapu lezárására akár egy favágó épület is bőségesen elég lehet. Ennél is tovább súlyosbítja a hibát az, hogy a kapuban vagy kapu épületen lévő egység nem tudja lerombolni az elzáró épületet, így közvetlen a kapu elé téve a Bot játékos teljesen életképtelenné válik és legyengül. Ezt követően könnyű szerrel le lehet győzni.

### Duplafal
Amennyiben a játékos a front vonal irányába, de a várától mindenképpen külső oldalra alacsony falat helyez el, közelebb a várához pedig magasat, úgy az Orgyilkos - falmászásra képes - egységek nem tudnak a második nagyobb falra felmenni, csak az első alacsonyabbra. Ami egyébiránt indokolatlan, hiszen mászó kampók és kötelek segítségével másznak. Tehát ez a Bug nem köthető gépi reakcióhoz. Fontos: A falaknak közvetlen egymás mögött kell lenniük, amennyiben rés van a két réteg között, úgy az Orgyilkos egyszerűen lemászik az alacsonyabbról, majd felmászik a magasabbra.

### Vár bejárat
Az alap vártorony bejáratába (amivel kezdjük a játékot), végtelen mennyiségű katonát lehet berakni, egy minimálisan kell csak a bejárat mellé kattintani, úgy hogy a katonák még ugyan oda menjenek.

## Legjobb taktikák és egység kombinációk

### Hordozható pajzsos
A Stronghold Crusader játékban a Hordozható pajzsos mérnök kifejezetten kiegyensúlyozatlan egység. Erősségéhez és képességeihez képest minimális erőforrásokra van szükség az előállításához. A Hordozható pajzsos egységet szinte bármilyen más egységgel hatékonyan lehet kombinálni. A falra és a tornyokra is fel tud menni, legerősebben és leghatékonyabban viszont falak nélkül, más támadó egységekkel kombinálva tudjuk felhasználni. Közelharcban kifejezetten hatástalan, hamar meghal, viszont fedező egységként nagyon hatásos, illetve távolsági egységekkel egybevonva halálos. Halálossága sebzés híján abból fakad, hogy rengeteg lövést kibír és felfog, már-már hihetetlenül és aránytalanul sokat, illetőleg rendkívül gyors. A sebessége közel megegyezik a lovas egységek sebességével. Gyengéi: Közelharc során könnyen és gyorsan meghalnak. Amennyiben sikerül távol maradni a csatától, úgy csakis a Kő hajító ostromgépek képesek elpusztítani őket, hiszen azok minden egységet - kivéve uralkodó - azonnal megölnek.

### Arab Lovasíjász-Hordozható pajzsos
Az Arab Lovasíjász - továbbiakban lovas - és a Hordozható pajzsos - továbbiakban pajzsos - képesek a 2. leghalálosabb kombinációt képezni. Használni őket nagy számban érdemes együtt - 50 lovas, 30 pajzsos, de más arány is megteszi, minél több a pajzsos, annál jobb. Erősségük a gyorsaságból fakad, hiszen ez a két egység még a legújabb verzióban is szinte azonos sebességű. Mivel a lovas távolsági egység, ezért távolról tudja gyengíteni az ellenséges csapatokat, míg a viszont támadást a pajzsos egységek könnyedén felfogják. Ár-érték arányban a legjobb, leggyorsabb távolsági csapatot lehet belőlük létrehozni, mely szinte minden esetben ütőképes. Gyengeségük: Épületek ellen hatástalan. Kő vető ostromgépek ellen kifejezetten hatástalan, bár a lovasok közelharci ereje ostromgépekkel szemben viszonylag jónak mondható, azonban nagyobb mennyiségű ostromgép ellen - 20 vagy több - már 100 fő sem fogja hosszan megállni a helyét.

### Balliszta-Hordozható pajzsos
A Balliszta és a Hordozható pajzsos - továbbiakban pajzsos - kifejezetten erős kombináció és az első helyen szerepel a Botok elleni harcban. Más játékosok ellen is bevethető, nem garantált a siker. A pajzsos továbbra is sok lövést felfog, míg a legerősebb távolsági egység a balliszta. A kettő elegye nagyon halálos kombináció, mind fal nélküli védekezés esetén - védő ívbe történő felállás - mind támadás esetén - ostrom gyűrűbe való helyezkedés. Minden gyalogsági és ostrom egységet pillanatok alatt megtizedelnek. Az épületeket lángba borítják és hatalmas védekező és életerejük van. Ezzel a kombinációval a küldetések zömét könnyedén meg lehet nyerni a Bugok ismerete és kihasználása nélkül is. Gyengesége: Lassúak, de azért tudnak haladni, viszont támadó Közelharci páncélos lovas vagy Orvgyilkos egység ellen nem sokat érnek. Kőhajító ostromgépek könnyedén legyűrik ezt a kombinációt - 20 vagy annál több. Érdemes őket vegyíteni: Arab Lovasíjász - Hordozható páncélos egység kombinációval, mivel a balliszták lakosságiakra vagy egyéb civil - nem katonai - egységre nem lőnek, így mind bennük, mind a hordozható pajzsosokban a favágók például könnyű kárt tehetnek, illetőleg a gyors, gyenge és olcsó egysége (Fáklyás arab egység, Parittyás arab egység) könnyen közel tudnak jutni. Érdemes lehet szórványosan parittyás egységet is elhelyezni közéjük. Játékosok ellen javasolt még az aknázás. Az aknázás a legtöbb játékos elleni küzdelemben ajánlott. Botok ellen annyira nem szükséges.

### Aknázás Orvgyilkos
Az aknázás csak nevében jelent aknázást, valójában sebesüléssel ritkán jár. A játékosok Botok ellen nem használják, mivel szükségtelen, azonban egymás ellen védekező erőként gyakran bevetik. Az aknázás alanya és főszereplője az Orgyilkos, aki a saját fajtájától védi meg a Játékost, tehát az Orgyilkosoktól. Mint az tudott, az Orgyilkos bizonyos közelség eléréséig láthatatlan, ezen okból könnyedén megkerülhet ostrom zárakat vagy támadhat meg egységeket váratlanul, esetleg közvetlen az uralkodóra mehet. Amennyiben más játékosok ellen játszunk és az Orgyilkos elérhető egység - tehát beállítás szerint lehívható - úgy javasolt a védelmi vonal előtt - ha van fal akkor a falon túlra - elhelyezni őket. Csupán egy-egy darabot bizonyos távolságokra egymástól - darabonként 10-20 egység távolság - egy vonalba, de úgy, hogy a távolság harci védelem hatósugarába legyenek. Ezek az egységek jók lehetnek arra, hogy felfogjanak más egységeket és apró meglepetéseket okozzanak, valódi használati okuk azonban inkább abban rejlik, hogy ők maguk is láthatatlanok, így ha láthatatlan egységek közelednek feléjük, a két csapat egymás előtt felfedi magát, azonban a távolság harci védelem már tud reagálni, míg más esetben csak a veszélyes közelség esetén reagálnának, vélhetően késve. A taktikának itt nincs gyengesége, a bekerülési költség alacsony, hiszen csak néhány egységre van szükség, Emberi játékosok ellen pedig kifejezetten javasolt, pótlásuk pedig egyszerű és olcsó.

### Kőhajító ostromgép
A Kőhajító ostromgép - továbbiakban Kőhajító - stratégia az egyik legotrombább és leginkább kivédhetetlen stratégia. A Játékos más játékosok ellen könnyedén bevetheti, de Gépi játékosok - Botok - ellen is kiváló. A stratégia erőssége abból fakad, hogy ez az egyetlen egység, amely képes bármilyen más egységet - kivéve uralkodó - egyetlen lövéssel likvidálni. Egyetlen tényleges hátránya a pontatlanság, ezért csak nagy számú Kőhajító esetében érdemes alkalmazni - 20, de inkább annál több, 50 már kifejezetten hatásos. Tömegbe fogva őket bármilyen nagyobb támadó sereget teljes mértékben likvidálni tudnak, még a pontatlanságuk ellenére is. Egyetlen további nehézségük, hogy a Játékosnak nem csupán a mozgásukat kell folyamatosan irányítania és koordinálnia, hanem a lövés helyét is. Ugyanakkor, mivel egységenként senki nem irányítja a seregét, illetve nem választja külön, ezért folyamatosan tömegeket tud elpusztítani. Ráadásul épületekre is erősen kártékonyan hat, hamar elpusztítanak bármit. Pótlásuk és fenntartásuk - kővel történő "feltöltés" - hamar meghozza az árát, illetőleg Sajtkészítő telep/farm mellett könnyen tud a játékos mérgező állati tetemet lőni a másik egységei közé. Ezen "biológiai fegyver" pótlása pedig ingyenes, csupán idő kell hozzá. Gyengeség: Közelharcban kifejezetten gyengék. Használatuknál Aknázni érdemes és nem árt fedező távolsági egység sem. Azonban valódi veszélyt alapvetően csak a Nehéz páncélos közelharci lovasság jelent számukra, főként gyorsaságuk miatt. Orgyilkosok csak akkor jelentenek veszélyt ha közel érkeznek. Kombinálni lehet őket Hordozható pajzsos egységekkel, azonban nem érdemes, mivel az Emberi Játékos ellenfél nagy eséllyel az előbb írt két közelharci egységgel próbálna meg védekezni hasztalanul, tehát aki a kőhajító stratégiát alkalmazza távolsági egységekkel nem fog találkozni, ha mégis, könnyedén legyőzi azokat, illetőleg aki Orgyilkos vagy Nehéz páncélos lovassággal próbál védekezni, akár 3-5x annyi erőforrást is elpazarolhat a kőhajítók legyőzésére, mint azok bekerülési ára. Ez a költekezés pedig a halálos áldozatok számára vonatkozik. Ki lehet jelenteni tehát, hogy a kőhajító stratégia az egyik leghatékonyabb, de viszont mid vagy late game esetén lehet csak hatékonyan használni, legalább közepes és állandó termelés mellett.